# Conjunt de cases menestrals de Celrà
El conjunt de cases menestrals és una obra de Celrà (Gironès) inclosa a l'Inventari del Patrimoni Arquitectònic de Catalunya.

## Descripció
és una agrupació de cases en filera, de planta rectangular, teulat a dues vessants, planta baixa i pis. Realitzades en pedra sense treballar excepte a les obertures, que són de calcària i ben treballades. Obertures de llinda plana, fora de les portes dels números 14 i 16, que han estat substituïdes per arcs rebaixats d'obra i remolinats. Cal dir que la llinda plana de la casa núm. 10: JUAN CALVO ME FECIT 1798. Les finestres tenen trencaaigües amb motllures senzilles i marc amb motllures a biaix, el mateix que a les portes. Les parts baixes són ventilades per finestretes de dues peces en pedra d'arcs deprimits rectilinis. Cal ressaltar el ràfec de teules volades en 3 fileres aguantades per rajols amb dibuixets de triangles de calç (Empordà) col·locats per vèrtexs oposats.